# جيريمي ر. نولز
جيريمي ر. نولز (بالإنجليزية: Jeremy R. Knowles)‏ هو كيميائي بريطاني، ولد في 28 أبريل 1935 في رغبي في المملكة المتحدة، وتوفي في 3 أبريل 2008 في كامبريدج في المملكة المتحدة.

## وصلات خارجية
- جيريمي ر. نولز على موقع إن إن دي بي (الإنجليزية)